# Wskaźnik pokrycia liściowego
Wskaźnik pokrycia liściowego, indeks liściowy (ang. Leaf Area Index, LAI) – stosunek powierzchni liści do powierzchni gruntu.
Wskaźnik pozwala określić stopień wykorzystania światła przez rośliny. Wyższe wartości wskaźnika wskazują na większe wykorzystanie energii światła w procesie fotosyntezy. Jednak szczególnie wysoka wartość wskaźnika oznacza, że liście zacieniają się wzajemnie, a liście niżej położone nie są w stanie efektywnie przeprowadzać fotosyntezy. Około 22–35% energii światła może być zamieniona na energię użyteczną metabolicznie w wyniku zachodzenia fotosyntezy, jednak mniej niż 1% energii światła docierającego do rośliny jest gromadzona w związkach organicznych. Ustalenie optymalnej wartości wskaźnika pokrycia liściowego pozwala osiągnąć większe plony. Rośliny z liśćmi ułożonymi równolegle do powierzchni gruntu mają dość wysoką wartość LAI i efektywnie wykorzystują światło. U roślin o liściach ułożonych prostopadle do powierzchni gruntu zwiększenie LAI może prowadzić do zwiększenia plonu.
Wskaźnik jest wykorzystywany w modelach służących określeniu produktywności ekosystemów.